# قسم به مادرم (فیلم ۱۹۸۵)
قسم به مادرم (به انگلیسی: Maa Kasam) فیلمی هندی محصول سال ۱۹۸۵ و به کارگردانی شیبو ماتیری است. در این فیلم بازیگرانی همچون میتون چاکرابورتی، امجد خان، دیویا رانا، رانجیت، شارات ساکسنا، پران، گودی ماروتی، سوشما ست و هریش پتل ایفای نقش کرده‌اند.